# Czarny ocean
Czarny ocean (fr. Noir océan) – belgijsko-francusko-niemiecki dramat filmowy z 2010 roku w reżyserii Marion Hänsel. Film opowiada o losach żołnierzy transportujących na atol Mururoa bombę, której wybuch przyjdzie im obserwować.

## Fabuła
Źródło.
Akcja filmu rozgrywa się w 1972 roku. Grupa młodych żołnierzy transportuje bombę atomową na wyspę Mururoa. Podczas rejsu, mężczyźni spędzają wolny czas na zabawie i nie zdają sobie sprawy z tego jaki ładunek jest na statku. Film został podzielony na dwie części: przed i po wydarzeniu.

## Obsada
- Adrien Jolivet jako Moriaty
- Nicolas Robin jako Massina
- Romain David jako Da Maggio
- Alexandre de Seze jako Glass
- Nicolas Gob jako Mayer